# تسسا د مار
تسسا د مار (به اسپانیایی: Tossa de Mar) یک شهرستان در اسپانیا است که در استان خرنا واقع شده‌است.

## خصوصیات
تسسا د مار ۳۸٫۱۸ کیلومترمربع مساحت و ۵٬۹۴۸ نفر جمعیت دارد و ۶ متر بالاتر از سطح دریا واقع شده‌است.